# Eichen-Wirrling
Der Eichen-Wirrling (Daedalea quercina, Syn.: Trametes quercina) wird auch Eichen-Tramete genannt und ist eine Pilzart aus der Familie der Baumschwammverwandten (Fomitopsidaceae). Er ist die Typusart der Wirrlinge (Daedalea) und zugleich die einzige Art dieser Gattung in Europa. Typisch für den Pilz ist die grobe, lamellig-labyrinthische Unterseite der Fruchtkörper. Das lateinische Artattribut (Epitheton) quercina bezieht sich auf seinen wichtigsten Wirt, die Eiche (Quercus), in deren Kernholz der Braunfäulepilz wächst. Der lateinische Gattungsname ist eine Anspielung auf die griechische Mythologie. Dädalus (gr. Daidalos) war der Baumeister, der das Labyrinth für den Minotaurus baute.
Der Pilz wird nahezu weltweit in Europa, Asien, Nordamerika, Nordafrika und Australien gefunden. Der korkartig hartfleischige Pilz ist ungenießbar. Aus ihm konnten aber einige pharmakologisch verwertbare Inhaltsstoffe isoliert werden.

## Merkmale

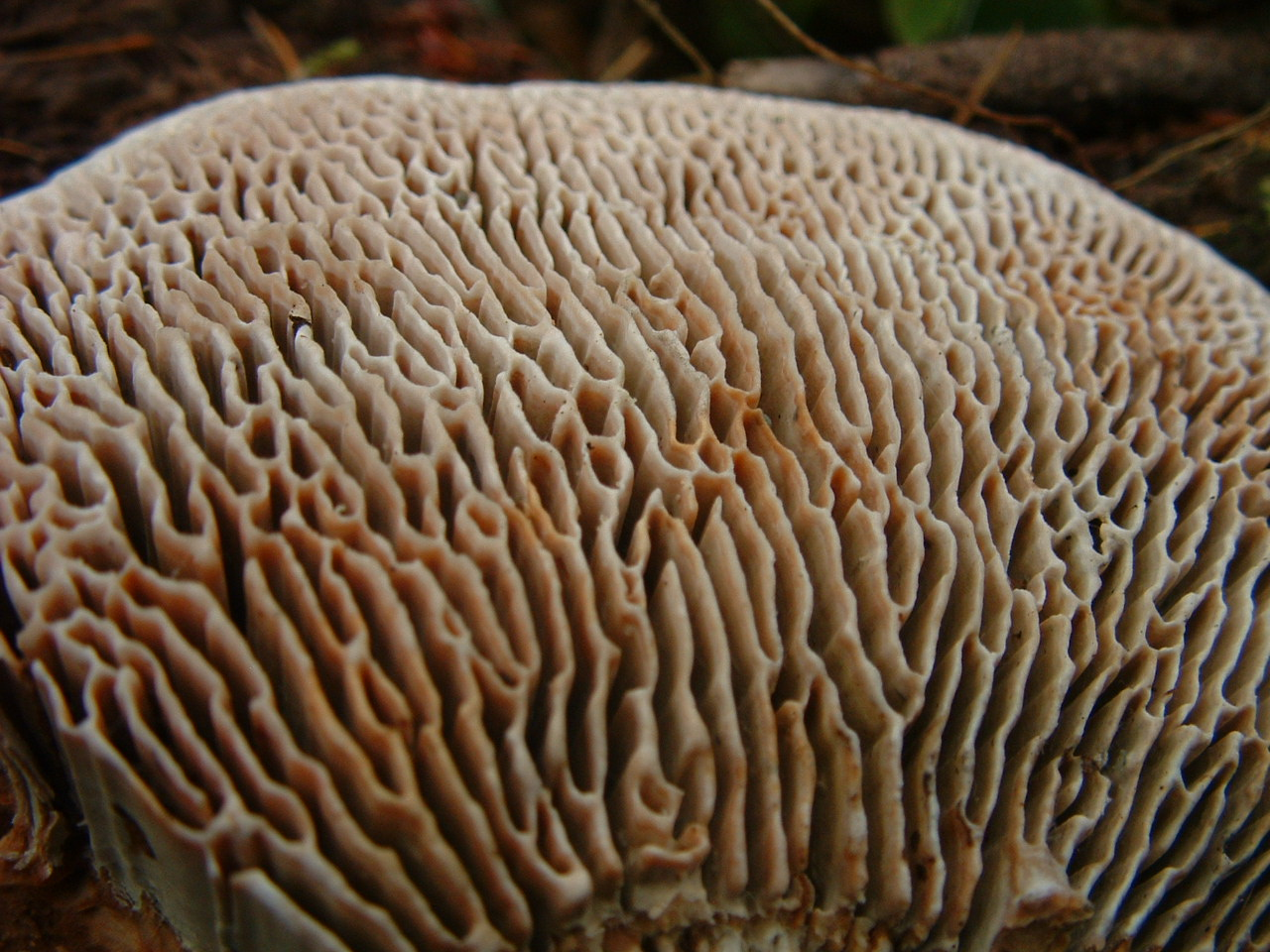
Die „Porenschicht“ oder besser das Hymenophor ist lamellig bis labyrinthartig, man bezeichnet es auch als daedaloid.

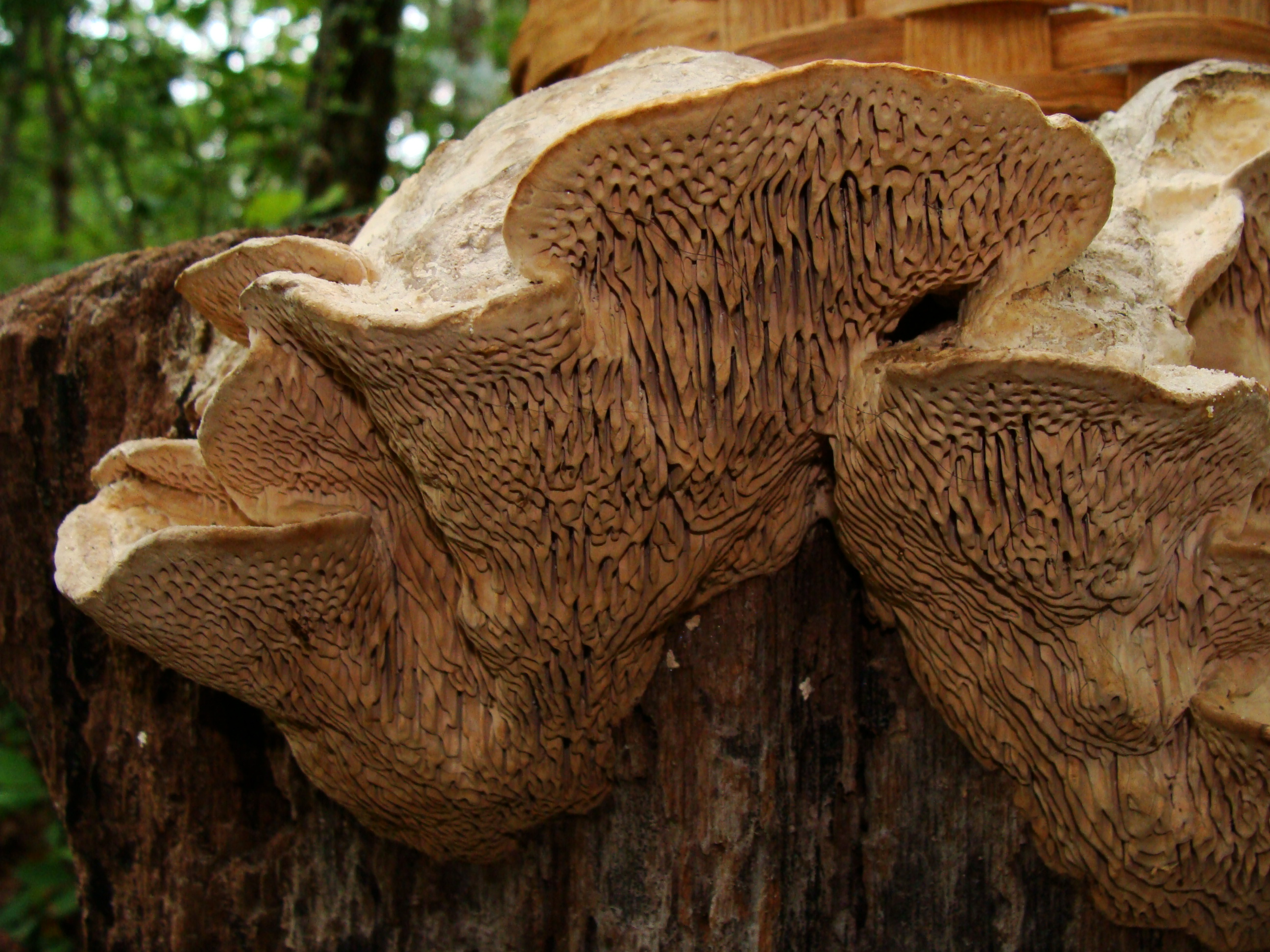
Oft findet man die gruppenartig verwachsenen Fruchtkörper auf entrindeten Baumstümpfen.

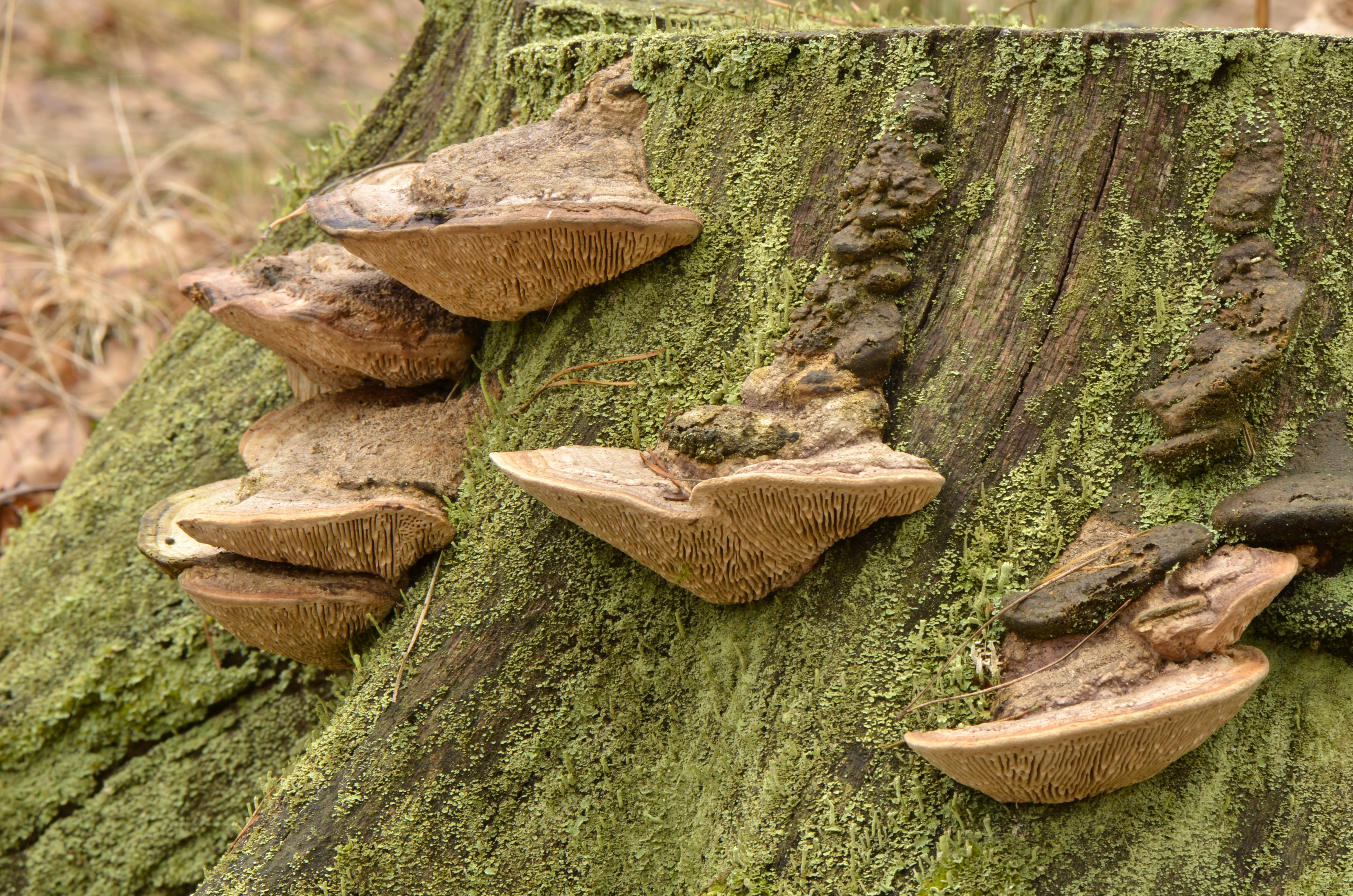
Daedalea quercina Fruchtkörper auf entrindetem Baumstumpf.

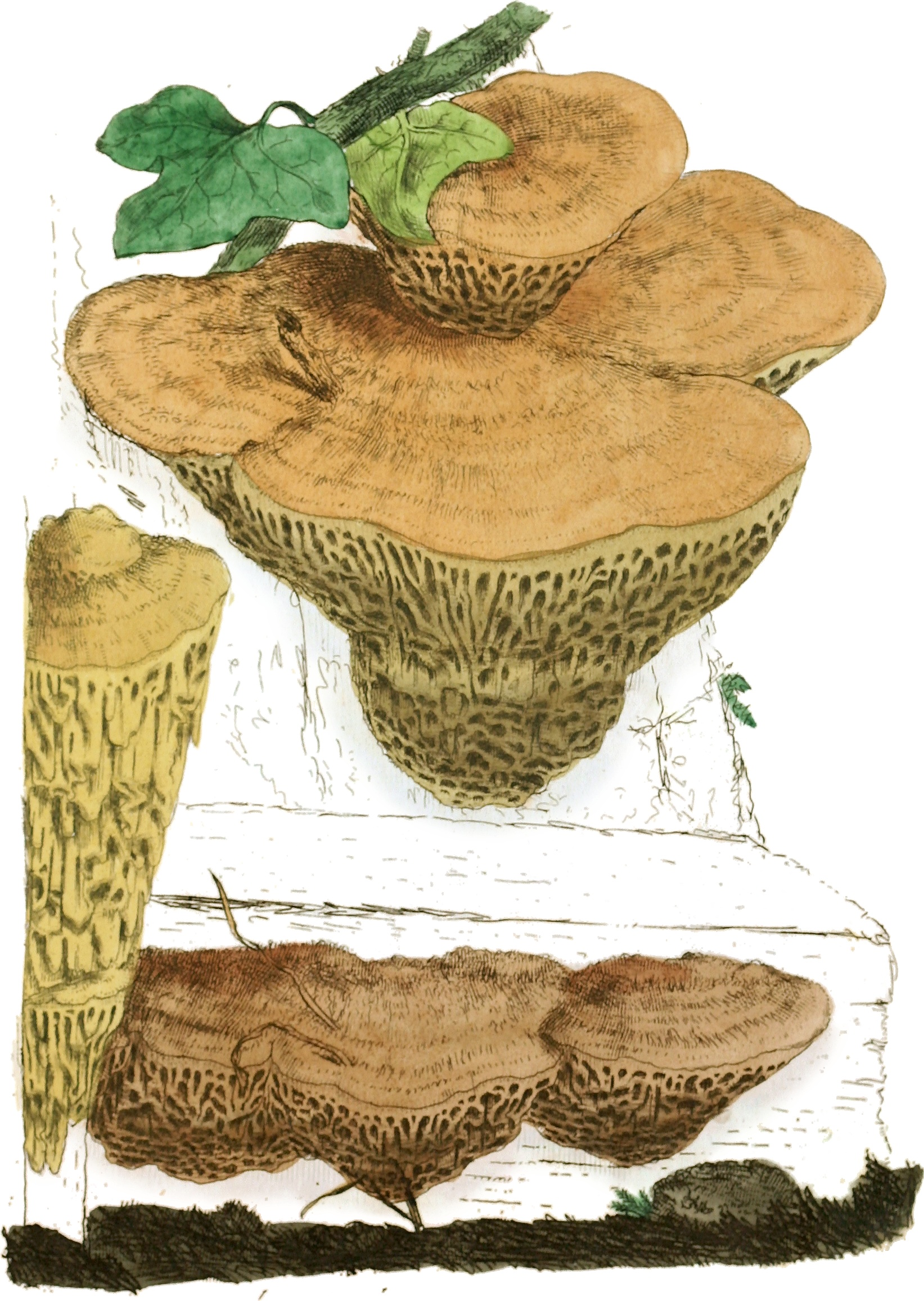
Illustration aus James Sowerbys „Coloured Figures of English Fungi or Mushrooms“ (1797)

### Makroskopische Merkmale
Der Eichen-Wirrling bildet relativ dicke, konsolenförmige bis fächerförmige Fruchtkörper aus, die meist breitflächig mit ihrem Wirt verwachsen sind. Die Einzelhüte sind etwa 5–20 cm lang, 4–10 cm breit und 2–4 cm dick. Sie sitzen meist gruppen- oder reihenweise am Stamm oder Ästen von morschen Eichen. Die Hutoberfläche ist oft blass holzbräunlich bis graubraun gefärbt und wulstig und zugleich uneben runzelig-höckerig. Manchmal ist die Oberseite auch mehr oder weniger konzentrisch gezont. Der Konsolenrand ist recht scharfkantig. Das Hutfleisch oder -trama ist dünn und leder- bis kakaofarben und von zäher korkartiger Konsistenz. Die untere „Porenschicht“, die man wissenschaftlich als Hymenophor bezeichnet, ist weißlich bis bräunlich gefärbt und ist zunächst porös ausgebildet. Sobald die Fruchtkörper aber heranreifen, brechen einige Porenwände heraus und bilden so die kammerartigen Schlitze und stumpfen Rippen. Dies führt zum charakteristischen lamellig bis labyrinthartigen (daedaloiden) Aussehen. An der Randzone findet man häufig auch noch runde Poren. Die dicken, groben Porenkammern sind 10–30 mm lang. Die Porenschicht lässt sich nicht vom Hutfleisch trennen. Der Geruch der Fruchtkörper ist unbedeutend und der Geschmack wenig charakteristisch. Die mehrjährigen Fruchtkörper können ganzjährig gefunden werden.

### Mikroskopische Merkmale
Das Sporenpulver des Eichen-Wirrlings ist weiß. Die länglich elliptischen Basidiosporen messen 5–7 × 2–4 µm und sind glatt und inamyloid. Die Sporen haben einen abgebogenen Appendix. Der Appendix ist ein kleiner Fortsatz, mit dem die Spore am Sterigma der Basidie angeheftet war. Zystiden fehlen, aber dafür kommen dickwandige, spindelförmige Pseudozystiden vor. Das sind Skeletthyphen, die bisweilen aus der Fruchtschicht (Hymenium) herausragen.
Das Trama oder Fruchtfleisch ist trimitisch, das heißt, es setzt sich aus drei verschiedenen Hyphentypen zusammen. Die generativen Hyphen sind dünn und hyalin und haben Septen und Schnallen. Die Bindehyphen sind hell gelbbraun und geschlängelt und kurz verzweigt und die Skeletthyphen sind hell ockerbraun und dickwandig.

## Artabgrenzung
Der Eichen-Wirrling ist anhand seines grob angelegten, lamellig-labyrinthartigen Hymenophors recht leicht zu erkennen. Als Hymenophor bezeichnet man die formgebende Struktur, die die eigentliche Fruchtschicht trägt, also die Röhren, Stachel und Lamellen der Fruchtkörper. Bei anderen Arten mit labyrinthartigem oder daedoloidem Hymenophor, ist diese feiner. Außerdem findet man den Pilz in Mitteleuropa fast ausschließlich an Eichen. Am ehesten kann man den Fruchtkörper mit der Rötenden Tramete verwechseln, diese hat jedoch ein feineres Lamellenlabyrinth und verfärbt sich bei Druck rötlich.

## Ökologie
Der Eichen-Wirrling wächst in Mitteleuropa fast ausschließlich auf Eichenarten, gelegentlich kann man ihn auf Edelkastanien (Castanea sativa), Pappeln (Populus spec.) oder Robinien (Robinia pseudoacacia) finden. In Amerika kommt der Pilz neben Eichen auch an der Amerikanischen Buche (Fagus grandifola), der Weiß-Esche (Fraxina americana), am Schwarznussbaum (Juglans nigra) und der Amerikanischen Ulme (Ulmus americana) vor.
Der Eichen-Wirrling kommt in allen heimischen Eichen- und Eichen-Buchen-Mischwäldern vor. Seltener findet man ihn auch in Gärten oder Parkanlagen. Auch auf verbautem Holz kann er wachsen.
Der Pilz ist ein typischer Saprobiont, der vorwiegend an unberindeten Stümpfen, toten Wurzeln und Wurzelhälsen Braunfäule erzeugt. Er kommt an am Boden liegendem Holz ebenso vor, wie an alten, noch lebenden Bäumen, sofern der Pilz eindringen konnte, nachdem die Borke auf irgendeine Weise verletzt worden ist. Er entwickelt sich dann meist unentdeckt im Kernholz und wird meist erst entdeckt, wenn die ersten Fruchtkörper erscheinen. Er gilt gemein hin als Wundparasit, doch ist das streng genommen nicht richtig, da der Pilz kein lebendes Gewebe befällt.

## Verbreitung
Der Eichen-Wirrling ist fast weltweit verbreitet. In der Holarktis ist er meridional bis temperat verbreitet. Er kommt in großen Teilen Asiens vor, von Kleinasien, über den Kaukasus und Südsibirien, sowie Zentralasien, Iran und Indien bis nach China. Außerdem findet man ihn Nordamerika (Kanada, USA, Mexiko) und in Nordafrika (Marokko, Tunesien). Auch in Australien wurde er nachgewiesen. In Europa kommt der Eichen-Wirrling in fast allen Ländern vor, wobei sich sein Verbreitungsgebiet mit dem der Eiche deckt. Der 60. Breitengrad bildet in etwa die Nordgrenze. In Griechenland und der Türkei, wo der Pilz über das Verbreitungsgebiet der Eiche hinaus vorkommt, ist der Pilz wohl vorwiegend an Esskastanien gebunden.
| Süd-/Südosteuropa                                                                  | Westeuropa                                               | Mitteleuropa                                                          | Osteuropa | Nordeuropa                             |
| ---------------------------------------------------------------------------------- | -------------------------------------------------------- | --------------------------------------------------------------------- | --------- | -------------------------------------- |
| Portugal, Spanien, Italien, Slowenien, Bosnien-Herzegowina, Rumänien, Griechenland | Frankreich, Belgien, Niederlande, Großbritannien, Irland | Schweiz, Deutschland, Österreich, Tschechien, Polen, Slowakei, Ungarn | Ukraine   | Dänemark, Norwegen, Schweden, Finnland |

In Deutschland ist der Eichen-Wirrling von den vorgelagerten Nord- und Ostseeinseln bis ins Alpengebiet weit verbreitet und fast überall häufig. Nur in den höher gelegenen süddeutschen Nadelwaldgebieten ist die Art seltener. In Deutschland und Österreich gehört der Eichen-Wirrling zu den häufigsten Pilzarten, der so gut wie in keinem Eichen- oder Eichenmischwald fehlt.

## Systematik

### Formen
- Daedalea quercina f. trametea (Bourdot & Galzin) Bondartsev

Forma trametea ist eine Form mit großen, eckigen Poren, ähnlich wie man sie auch bei Fruchtkörpern der Trameten (Trametes) findet.

## Bedeutung

Quercinol und sein Enantiomer Daedalin A

Obwohl die Pilze wegen der korkartigen Konsistenz des Fruchtfleisches ungenießbar sind, wurde der Pilz auf unterschiedlichste Weisen genutzt. Eine recht ungewöhnliche Einsatzmöglichkeit war die Verwendung des Pilzes als Kamm. Die Fruchtkörper wurden auf diese Weise verwendet, um Pferde mit empfindlicher, zarter Haut zu striegeln. Ein weiteres Einsatzfeld war die Bienenzucht. Gilbertson erwähnt in seinem Buch, dass in England schwelende Fruchtkörper als Räucherwerk eingesetzt werden, um Bienen zu beruhigen.
Eine weitere, weit modernere Einsatzmöglichkeit ist der biologische Abbau von industriellen Abfällen. Untersuchungen zeigten, dass das Lignin abbauende Enzym Laccase, das aus dem Pilz isoliert wurde, in der Lage ist, eine Vielzahl von giftigen Farbstoffen und aromatischen Verbindungen abzubauen.
Außerdem könnte der Pilz auch eine pharmakologische Bedeutung haben, da er Quercinol und sein Spiegelbildisomer (Enantiomer) Daedalin A enthält. Beides sind Chromen- oder Benzopyran-Derivate. Das aus dem Eichen-Wirrling isolierte Quercinol hat eine entzündungshemmende Wirkung, indem es die Enzyme Cyclooxygenase-2, Xanthinoxidase und Meerrettichperoxidase hemmt.